# Кай Ципот
Кай Ципот (словен. Kai Cipot; нар. 28 квітня 2001, Мурська Собота, Словенія) — словенський футболіст, захисник рівненського «Вереса».

## Клубна кар'єра

### «Мура»
випускник академії «Мури», за яку в офіційних турнірах дебютував 11 липня 2019 року в програному (0:2) поєдинку кваліфікації Ліги Європи УЄФА проти «Маккабі» (Хайфа). У цьому ж сезоні відзначився й своїм першим голом, у переможному (3:1) поєдинку проти «Алюмінія». У серпні 2020 року Ціпот продовжив свій контракт з клубом ще на два роки, до 2024 року, тоді як раніше він мав закінчися у червні 2022 року.
Протягом сезону 2021/22 років змінив позицію, перекваліфікувався з нападника на захисника. Він закріпив за собою місце в основному складі протягом сезону 2022/23 років, з'явивлявся майже в кожному матчі чемпіонату за клуб у вище вказаному сезоні. У січні 2023 року знову продовжив контракт, який пов'язав його з клубом до 2026 року. Під час першого матчу сезону 2023/24 років отримав травму стегна, через яку не грав до квітня 2024 року. У підсумку, протягом сезону зіграв лише у шести матчах чемпіонату. Загалом за «Муру» провів 163 матчі у національних турнірах, в яких відзначився 12-ма голами та 8-ма асистами. Також зіграв у 18 матчах на міжнародній арені: 4 — у кваліфікації Ліги чемпіонів, а також по 7 поєдинків у Лізі Європи та Лізі Конференцій.

### «Верес»
20 липня 2025 року підписав 3-річний контракт з «Вересом». У футболці рівненського клубу дебютував 2 серпня 2025 року в програному (0:1) домашньому поєдинку 1-го туру Прем'єр-ліги України проти київського «Динамо». Кай вийшов на поле на 72-й хвилині замість Романа Гончаренка.

## Кар'єра в збірній
У футболці юнацької збірної Словенії (U-19) відзначився дебютним голом 7 вересня 2019 року в нічийному (2:2) проти юнацької збірної Росії (U-19), в якому вийшов на поле в стартовому складі. З 2019 по 2020 рік на позиції нападника провів 14 матчів та відзначився 7-ма голами в юнацької збірної Росії (U-19).
У футболці молодіжної збірної Словенії дебютував 3 червня 2021 року Кай Ціпот у переможному (3:0) поєдинку проти Північної Македонії, в якому вийшов на поле замість Альоші Матка.

## Особисте життя
Батько Кая, Фабіян, виступав за національну збірну Словенії. Молодший брат, Тіо, також професіональний футболіст. Його дід, Еміль, також грав у молодіжних командах «Мури» на початку своєї кар'єри.

## Статистика виступів

### Клубна
Станом на match played 18 May 2024
| Клуб              | Сезон             | Ліга                | Ліга  | Ліга | Нац. кубок | Нац. кубок | Конт. кубок | Конт. кубок | Загалом | Загалом |
| Клуб              | Сезон             | Дивізіон            | Матчі | Голи | Матчі      | Голи       | Матчі       | Голи        | Матчі   | Голи    |
| ----------------- | ----------------- | ------------------- | ----- | ---- | ---------- | ---------- | ----------- | ----------- | ------- | ------- |
| «Мура»            | 2019–20           | Перша ліга Словенії | 16    | 2    | 3          | 1          | 1           | 0           | 20      | 3       |
| «Мура»            | 2020–21           | Перша ліга Словенії | 32    | 3    | 1          | 0          | 2           | 0           | 35      | 3       |
| «Мура»            | 2021–22           | Перша ліга Словенії | 19    | 3    | 1          | 0          | 12          | 0           | 32      | 3       |
| «Мура»            | 2022–23           | Перша ліга Словенії | 34    | 2    | 1          | 0          | 2           | 0           | 37      | 2       |
| «Мура»            | 2023–24           | Перша ліга Словенії | 6     | 0    | 1          | 0          | —           | —           | 7       | 0       |
| «Мура»            | Загалом           | Загалом             | 107   | 10   | 7          | 1          | 17          | 0           | 131     | 11      |
| Усього за кар'єру | Усього за кар'єру | Усього за кар'єру   | 107   | 10   | 7          | 1          | 17          | 0           | 131     | 11      |

1. 1 2  Матч(і) в Лізі Європи УЄФА
2. ↑  Чотири матчі в Лізі чемпіонів УЄФА, три матчі в Лізі Європи УЄФА, п'ять матчів у Лізі конференцій УЄФА
3. ↑  Матч(і) в Лізі конференцій УЄФА

## Досягнення
«Мура»
- Перша футбольна ліга Словенії
  -  Чемпіон (1): 2020/21

- Кубок Словенії
  -  Володар (1): 2019/20